# Luis (cómic)
Luis es un personaje ficticio que aparece en los comics de Marvel Comics. El personaje, creado por Edgar Wright, Joe Cornish y Adam McKay.
Michael Peña interpreta al personaje en el Universo Cinematográfico de Marvel para Ant-Man (2015) y Ant-Man and the Wasp (2018)

## Cómics
Luis hizo su debut en el cómic en The Astonishing Ant-Man # 1 (diciembre de 2015), de Nick Spencer y Ramon Rosanas. Una vez más es el compañero de celda de Scott Lang, pero no tiene líneas de habla. Parece que simpatiza con Scott, ya que parecía indefenso al ver a Scott ser golpeado por otros reclusos.

## En otros medios

### Película
- Presentado en la película Ant-Man de 2015, donde fue interpretado por Michael Peña, Luis es el mejor amigo de Scott Lang y excompañero de celda en la Prisión Estatal de San Quentin. La razón del encarcelamiento de Luis se debió a que él robó dos máquinas de Smoothie, de las que parece inusualmente orgulloso. Debido al alejamiento de Scott de su exesposa, Luis permite que Scott se quede con él y sus dos amigos Dave y Kurt (interpretados por Tip T.I. Harris y David Dastmalchian, respectivamente). Sin embargo, la razón principal de Luis para hacerlo fue para que Scott pudiera ayudar a robar la casa de Hank Pym, sin otra opción, Scott lo ayuda a liderar una serie de eventos que inician la eventual reforma y aceptación de Scott del manto de Ant-Man. Más tarde, Scott pide a Luis y sus amigos que ayuden a penetrar en Empresas Tecnológicas Cross. Luis va disfrazado de guardia de seguridad y expresa su inquietud, sin embargo, siente entusiasmo por ser un "buen tipo" y luego reafirma esto al rescatar a un guardia que había eliminado antes. Él, junto con Dave y Kurt, intentaron ayudar en la batalla final de Scott contra Darren Cross, pero se asustaron por la abundancia de oficiales de policía en el área. Al final de la película, Luis informa a Scott que escuchó que Falcon estaba buscando a Scott.
- En la secuela de 2018, Ant-Man and the Wasp, donde Peña repitió su papel, Luis fundó X-Con Security Consultants junto con Scott, Kurt y Dave. Luis realiza negocios a pesar de que Scott está bajo arresto domiciliario (debido a los eventos de la película Capitán América: Civil War de 2016), y ocasionalmente participa en jugar con Cassie Lang. Cuando Scott llega con Hope van Dyne y Hank, Luis elige trabajar con los tres para capturar a Ava Starr. Más tarde, sin embargo, Luis, Kurt y Dave son capturados por Sonny Burch quien inyecta a Luis, el suero de la verdad para hacerle revelar dónde están Lang, Pym y Van Dyne. A través del esfuerzo, Luis cede la ubicación de Scott y Hank a Burch y Ava. Luis, Kurt y Dave participan en la persecución por San Francisco, eliminando a Burch y usando el suero de la verdad para vengarse. Después de que Scott es liberado del arresto domiciliario, Luis trabaja junto a sus amigos y su compañía es contratada para un nuevo negocio.

### Videojuegos
- Luis aparece en Lego Marvel Vengadores, con la voz de Michael Peña.[2] Narra el DLC "Ant-Man".